# Erik Hannu
Erik Hannu, född 27 november 2003, är en svensk professionell ishockeyspelare (back) som spelar för Bodens HF i Hockeyettan.